# Jacek Bielski
Jacek Bielski (ur. 29 stycznia 1972 r. w Elblągu) – polski bokser, mistrz Europy, olimpijczyk.

## Kariera w boksie amatorskim
Startował w wagach piórkowej, lekkiej i lekkopółśredniej. Czterokrotnie wystąpił na mistrzostwach Europy. W Bursie (1993) został mistrzem Europy w wadze lekkiej. W Göteborgu (1991) w wadze lekkiej oraz w Vejle (1996) i Mińsku (1998) w wadze lekkopółśredniej odpadał przed fazą medalową. Startował w Igrzyskach Olimpijskich w Atlancie w 1996 w wadze lekkopółśredniej, gdzie odpadł w 2. walce eliminacyjnej. Dwukrotnie wystąpił w tej wadze na mistrzostwach świata (w Berlinie (1995) i Budapeszcie (1997), ale bez sukcesów.
Cztery razy był mistrzem Polski: w 1993 w wadze lekkiej oraz w 1995, 1996 i 1998 w lekkopółśredniej, wicemistrzem w 1991 w kategorii piórkowej, oraz brązowym medalistą w 1992 w wadze piórkowej i 1997 w kategorii lekkopółśredniej.
Był wicemistrzem Europy juniorów w 1990 w Usti nad Łabą w wadze koguciej. Trzykrotnie zwyciężał w Turnieju im. Feliksa Stamma (w wadze lekkiej w 1994 oraz w lekkopółśredniej w 1995 i 1998.
Stoczył 225 walk, z których wygrał 190, 2 zremisował i 33 przegrał.
Był zawodnikiem Startu Elbląg.

## Kariera w boksie zawodowym
Walczył w latach 1999–2003 w wadze półśredniej. Stoczył 26 walk, z których wygrał 24 (7 przez nokaut) i 2 przegrał. Był mistrzem międzykontynentalnym IBO. Bez powodzenia walczył o tytuł światowy IBO oraz o tytuł międzykontynentalny WBC. Reprezentował grupę Hammer KnockOut Promotions.
- Wykaz walk zawodowych Jacka Bielskiego

## Trenerzy
- Wiesław Budziński
- Ludwik Boettcher